# Segelfluggelände Butzbach-Pfingstweide

i7
i11
i13
Das Segelfluggelände Butzbach-Pfingstweide liegt im Gebiet der Stadt Butzbach im Wetteraukreis in Hessen, etwa zwei Kilometer westlich vom Stadtrand von Butzbach.

## Flugbetrieb
Das Segelfluggelände ist mit einer 869 m langen und 30 m breiten nördlichen Start- und Landebahn für Segelflugzeuge aus Gras, einer 747 m langen und 15 m breiten mittleren Start- und Landebahn aus Gras und Asphalt (Länge des Asphaltteils: 505 m) sowie einer 300 m langen und 30 m breiten, unmarkierten südlichen Notlandebahn für Segelflugzeuge aus Gras ausgestattet (Richtung jeweils 10/28). Das Segelfluggelände besitzt eine Betriebszulassung für Ultraleichtflugzeuge, Segelflugzeuge, Motorsegler sowie für Flugzeuge bis 2000 kg höchstzulässiger Flugmasse für Flüge zum Schleppen von Segelflugzeugen oder Motorseglern. Der Start erfolgt per Windenstart und Flugzeugschlepp. Der Halter und Betreiber des Segelfluggeländes ist der Aero-Club Butzbach e. V. Der Verein wurde 1950 gegründet.